# KONGER
KONGER – powstała na przełomie 1983/1984 nieformalna grupa artystów performerów krakowskich.
Nazwa KONGER (słowo oznaczające dużą, drapieżną rybę) została wybrana losowo ze słownika w taki sam sposób, jak dadaiści wybierali nazwę dla swojego ruchu. Powstała jako wyraz sprzeciwu wobec aktualnej sytuacji politycznej (po wprowadzeniu stanu wojennego artyści zbojkotowali wszystkie państwowe galerie) oraz uznania performance za przestarzałe medium przez środowisko krytyków sztuki. Grupa miała swój Manifest napisany przez Władysława Kaźmierczaka.
Grupa nie miała stałego składu – należeli do niej założyciele: Władysław Kaźmierczak, Artur Tajber, Marian Figiel i Marcin Krzyżanowski oraz Kazimierz Madej i Piotr Grzybowski. Działalność dokumentowała Barbara Maroń. Zasadą występów KONGER'u był nie peformance wspólny, ale performance kilku artystów występujących naraz. Artyści związani z grupą odegrali bardzo ważną rolę w kształtowaniu się polskiego performance. Performances grupy KONGER wywołały szereg represji ze strony władz łącznie z zakazem występowania publicznego dla Artura Tajbera wydanego przez krakowski KW PZPR.
Najważniejsze wystąpienia grupy:
- 28.03.1984 Galeria Krzysztofory Kraków (Władysław Kaźmierczak, Marian Figiel, Marcin Krzyżanowski, Artur Tajber).
- 1984 (kwiecień) Zakład nad Fosą (Władysław Kaźmierczak, Marian Figiel, Kazimierz Madej, Piotr Grzybowski, Artur Tajber) – Festiwal „Tydzień Zakładu nad Fosą”, Wrocław[2].
- 1985 Galeria BWA w Zielonej Górze[3](w ramach I Biennale Sztuki Nowej).
- 1990 Galeria BWA w Krakowie (w ramach wystawy DOTYK – ikonografia polskiej sztuki niezależnej).